# Eutrachelophis
Eutrachelophis är ett släkte ormar i familjen snokar. Släktet tillhör underfamiljen Dipsadinae som ibland listas som familj.
Vuxna exemplar är med en längd mindre än 75 cm små ormar. De förekommer i Peru och Bolivia. Som föda antas ödlor. Honor lägger ägg.
Arter enligt The Reptile Database:
- Eutrachelophis bassleri
- Eutrachelophis papilio

Tidvis listades arten Baliodryas steinbachi i släktet.